# Mary Thornycroft
Mary Thornycroft, född Francis 1814 i Norfolk, död 1 februari 1895, var en  brittisk skulptör, mor till John Isaac Thornycroft. 
Mary Thornycroft var dotter till skulptören John Francis och gift med dennes elev Thomas Thornycroft. Hon studerade under faderns ledning, blev populär genom sin skrattande Blomsterflicka (1839), studerade därefter i Rom för Thorvaldsen och Gibson och utförde Sapfo, Ett sovande barn med mera. Åter i England utförde hon flera porträttstatyer och grupper av kungliga familjens medlemmar samt genreskulptur.